# Rolando Escudero
Rolando Escudero (Bulnes, Córdoba, Argentina; 11 de octubre de 1971) es un exfutbolista argentino que se desempeñaba como defensor; fue campeón con San Lorenzo de Almagro de la Primera División de Argentina en 1995.

## Trayectoria
Se incorporó a las inferiores de San Lorenzo de Almagro y de ahí fue escalonando hasta debutar en el equipo con 19 años el 15 de septiembre de 1991 en una igualdad sin goles frente a Argentinos Juniors. Comenzó como lateral izquierdo, pero al pasar las temporadas se lo empezó a utilizar por la banda derecha. En 1992 fue alternando en la formación titular y desde 1993 se adueñó de la número 4. Jugó en la mayoría de los partidos disputados del campeonato logrado por el club luego de 21 años, el Torneo Clausura 1995. En San Lorenzo jugó un total de 137 partidos y marcó 2 goles.
Su último partido en San Lorenzo fue el 7 de junio de 1998, en una victoria por 2-1 en el clásico frente al Club Atlético Huracán.
En 1998 pasaría a jugar a Nueva Chicago y ahí jugaría hasta el 2000 año donde pasaría a jugar a 
Brown de Adrogué y en donde jugaría hasta 2004. En sus cuatro años en Brown, disputó 107 partidos y marcó 7 goles.
Se retira oficialmente del fútbol el 1 de noviembre de 2014 en el club que estuvo durante ocho años, el San Carlos de Capitán Sarmiento de Buenos Aires.

## Clubes
| Club                            | País      | Año         | PJ  | G |
| ------------------------------- | --------- | ----------- | --- | - |
| San Lorenzo de Almagro          | Argentina | 1991 - 1998 | 137 | 2 |
| Nueva Chicago                   | Argentina | 1998 - 2000 |     |   |
| Brown de Adrogué                | Argentina | 2000 - 2004 | 107 | 7 |
| San Carlos de Capitán Sarmiento | Argentina | 2006 - 2014 |     |   |